# هنري ماكنزي (كاتب)
هنري ماكنزي (بالإنجليزية: Henry Mackenzie)‏ (26 أغسطس 1745، إدنبرة في المملكة المتحدة - 14 يناير 1831، إدنبرة في المملكة المتحدة)؛ كاتب، شاعر وروائي بريطاني. درس في جامعة إدنبرة.

## روابط خارجية
- هنري ماكنزي على موقع الموسوعة البريطانية (الإنجليزية)